# Poročena z beduinom
Poročena z beduinom je avtobiografski roman Marguerite van Geldermalsen, kjer opisuje svoje življenje v Jordaniji s svojim možem beduinom, ki ga je spoznala na potovanju po Jordaniji. Knjiga je prvič izšla v Združenem kraljestvu z izvirnim naslovom Married to a Bedouin, ki jo je v slovenščino prevedla Irina Maty.

## Vsebina
Marguerite in njena prijateljica, iz Nove Zelandije, sta veliko potovali. Ko sta leta 1978 pripotovali v Jordanijo, jima je v svoji jami ponudil prenočišče mlad postavni beduin Mohamed. S časoma sta se Mohamed in Marguerite zaljubila, zato se je Marguerite  odločila, da bo ostala in živela z njim v dva tisoč let stari jami. Ker je imela znanje iz medicine, se je zaposlila v lokalni bolnišnici kot medicinska sestra in skrbela za svoje ljudstvo. Živela je kot beduinka: kuhala nad ognjem, prevažala vodo na oslovskih hrbtih in pila sladki črni čaj. Z Mohamedom in njenima dvema otrokoma sta kljub težkim razmeram živela srečno življenje.

## Izdaje in prevodi
- Izvirni naslov, ki je izšel leta 2006, je Married to a bedouin.
- Slovenska izdaja romana je izšla leta 2008 (COBISS)